# Phoracantha recurva
Phoracantha recurva es una especie de escarabajo del género Phoracantha, familia Cerambycidae. Fue descrita científicamente por Newman en 1840.
Esta especie es originaria de Australia. Ha sido introducida en Uruguay, Paraguay, Argentina, Brasil y los Estados Unidos, también en varios países de África y Europa.